# Халті
Халтіатунтурі (Халті, фін. Haltitunturi, бук. Ráisduattarháldi, півн.-саам. Háldičohkka, швед. Haldefjäll) — вершина у Скандинавських горах (у Лапландії), на кордоні між Фінляндією та Норвегією.
Схил гори Халті є найвищою точкою Фінляндії (1324 м над р. м.). Гора насправді має 1365 м висоти, але її вершина лежить уже за кордоном, на терені Норвегії, де гора називається Ráisduattarháldi.
Фінська частина гори міститься на території общини Енонтекіо (провінція Лапландія).
Найвищою вершиною (але не найвищою точкою) Фінляндії є Ріднітсохкка, з висотою 1316 м.

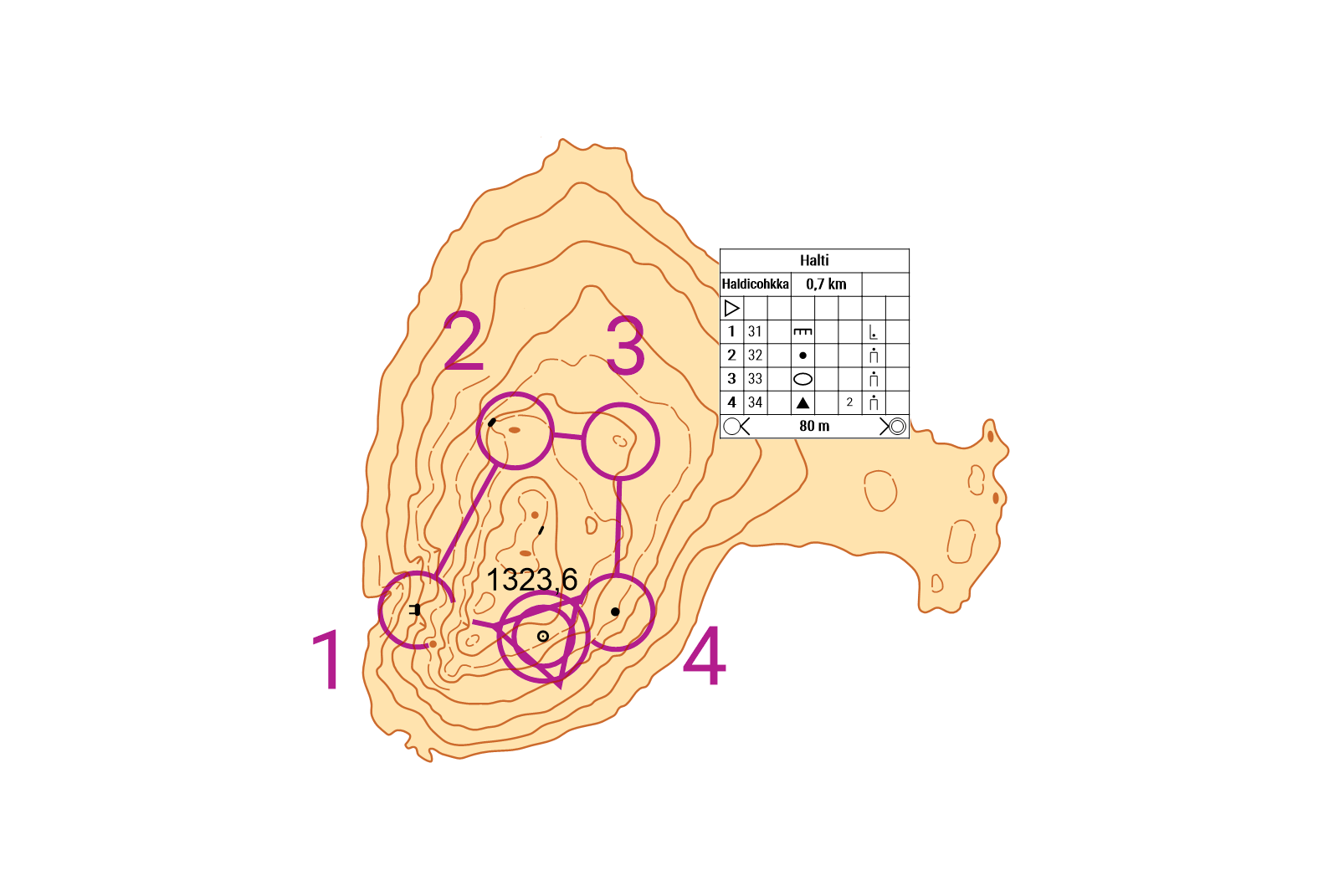
Спортивна карта вершини гори Халті для змагань з нанесеною на карту дистанцією змагання зі спортивного орієнтування.

## Норвезька ініціатива до 100-річчя незалежності Фінляндії
У Норвегії 2015 року запустили кампанію, учасники якої пропонують подарувати сусідній країні вершину гори Халті до сторіччя незалежності Фінляндії, яке відзначатимуть 6 грудня 2017.
«Давайте піднімемо Фінляндію до нових висот!», — йдеться на сторінці кампанії в Facebook.
У разі такого переміщення кордону найвища точка Фінляндії зросте з 1324 м до 1365 м, а Норвегія втратить лише 0,015 кв. км своєї території.
Фінляндію називають «Країною Тисячі Озер», але гір у країні мало. Натомість Норвегія є гірською країною.